# Восломка
Восломка — река в России, протекает по Рыбинскому и Пошехонскому районам Ярославской области, по границе Рыбинского и Пошехонского районов, приток реки Ухра. Длина реки составляет 14 км.

## Течение
Исток реки находится в урочище Борзецово, на выходе из урочища высота уровня воды 139,1 м. Протекает на запад по лесистой местности. В нижнем течении протекает через единственный на пути населённый пункт деревню Вослома. После Восломы высота уровня воды 121,2 м. Устье реки находится в 9,7 км по правому берегу реки Ухра, между деревнями Городишка и Тиманово.

## Данные водного реестра
По данным государственного водного реестра России относится к Верхневолжскому бассейновому округу, водохозяйственный участок реки — Рыбинское водохранилище до Рыбинского гидроузла и впадающие в него реки, без рек Молога, Суда и Шексна от истока до Шекснинского гидроузла, речной подбассейн реки — Реки бассейна Рыбинского водохранилища. Речной бассейн реки — (Верхняя) Волга до Куйбышевского водохранилища (без бассейна Оки).
Код объекта в государственном водном реестре — 08010200412110000010249.